# Шабалин, Борис Сергеевич

Бюст (второй справа) на аллее героев в Елабуге

 Бори́с Серге́евич Шаба́лин  (20 декабря 1917 [2 января 1918], Елабуга — 24 сентября 1962, Йошкар-Ола, Марийская АССР, СССР) — командир танковой роты 25-й танковой бригады (29-й танковый корпус, 5-я гвардейская танковая армия, 1-й Прибалтийский фронт). Герой Советского Союза.

## Биография
Родился 20 декабря 1917 (2 января 1918) в городе Елабуга Вятской губернии (ныне Республика Татарстан) в семье служащего. После смерти отца семья переехала в Марийскую АССР, детство его прошло в деревне Парсаево. Окончив начальную школу, затем среднюю школу в Йошкар-Оле, учился в Ленинградском горном институте. После 4-го курса в 1938—1939 годах преподавал математику и физику в Лаишевской средней школе Татарской АССР.
В сентябре 1939 года Лаишевским РВК был призван в ряды РККА. Окончил Чкаловское танковое училище. С декабря 1941 года воевал на Южном, Юго-Западном, 2-м Украинском, 3-м Белорусском, 1-м Прибалтийском фронтах.
За боевые заслуги в боях на Вильнюсском, Каунасском направлениях в июле 1944 года командир танковой роты лейтенант Шабалин был награждён орденом Красной Звезды.
Командир роты средних танков 1-го танкового батальона старший лейтенант Шабалин особо отличился в октябре 1944 года в боях по освобождению Советской Прибалтики. 7 октября, ведя разведку в местечке Жораны, уничтожил 2 пушки, несколько автомашин и до 20 солдат противника, участвовал в боях в районе Плунгяны. 10 октября рота Шабалина, действуя в передовом отряде и ведя разведку на левом фланге, первым ворвалась в приморский город Поланген, разгромив оборону противника, вышла к морю, тем самым обеспечила выход основных сил других частей на побережье Балтийского моря. В этих боях уничтожил 15 танков, 40 повозок с военным имуществом и 45 автомашин противника.
Указом Президиума Верховного Совета СССР от 24 марта 1945 года за образцовое выполнение боевых заданий Командования на фронте борьбы с немецкими захватчиками и проявленные при этом отвагу и геройство старшему лейтенанту Шабалину Борису Сергеевичу присвоено звание Героя Советского Союза с вручением ордена Ленина и медали «Золотая Звезда».
В 1946 году капитан Шабалин демобилизовался. Жил и работал в Марийской АССР.
Умер 24 сентября 1962 года. Похоронен в Йошкар-Оле.

## Награды
- Медаль «Золотая Звезда» (24.03.1945)[3];
- орден Ленина (24.03.1945);
- орден Красного Знамени (18.02.1945)[4];
- орден Красной Звезды (25.07.1944)[2];
- медали.